# Маковецький Олег Володимирович
Маковецький Олег Володимирович (нар. 6 жовтня 1966) — генерал-майор повітряно-космічних сил Росії, що віддавав накази бомбардування Харкова та Харківської області під час російського вторгнення в Україну у 2022 році.

## Біографія
Народився 6 жовтня 1966 року в місті Чугуїв, що на Харківщині, Україна. Закінчив Вище військове авіаційне училище льотчиків, після чого проходив службу у різних частинах військово-повітряних сил Росії. Обіймав посаду заступника командира змішаної авіаційної дивізії у Воронежі. Командував штурмовим авіаційним полком у Бутурлинівці Воронезької області. Після закінчення Військової академії Генерального штабу ЗС РФ отримав призначення на посаду командира 6971 авіаційної бази у місті Будьонновськ, де проходив службу до 2010 року.
У 2015 році указом Президента Російської Федерації отримав звання генерал-майор ПКС РФ.
У серпні 2021 року був призначений командиром Ленінградської армії ВПС та ППО Західного військового округу.

## Участь у російському вторгненні в Україну (2022)
7 березня 2022 військовослужбовці Національної гвардії України під Харковом затримали збитого пілота російського винищувача Максима Гештока, який виявився заступником командира полку 47 авіагрупи, що дислокувалася у Воронежі. На допиті Гешток повідомив, що накази та координати бомбардування територій України, серед яких і міста з мирними жителями, йому надавав Олег Маковецький.
У ході досудового розслідування було встановлено, що Маковецький надавав накази щодо масового бомбардування Харкова та Харківської області, під час яких використовувалися зокрема й авіабомби «ФАБ-500». Ці бомбардування призвели до загибелі мирних мешканців, часткового й повного руйнування багатоповерхових будинків, медичних закладів та закладів освіти, гуртожитків, будівель адміністративного призначення. Харківською обласною прокуратурою Маковецькому висунута підозра про посягання на територіальну цілісність і недоторканність України, що призвело до загибелі людей, підозра за фактом порушення законів та звичаїв війни, поєднаних з умисним вбивством (ч. 3 ст. 110, ч. 2 ст. 438 КК України).
Також Маковецький разом із Олегом Цоковим восени 2022 року наказав ЗС РФ зруйнувати Оскільську греблю у Харківській області. У лютому 2025 року СБУ оголосила йому заочну підозру. 